# Stazione di Compiobbi
Stazione di Compiobbi vasútállomás Olaszországban, Fiesole település Compiobbi frazionéjában.

## Vasútvonalak
Az állomást az alábbi vasútvonalak érintik:
- Firenze–Róma-vasútvonal

## Kapcsolódó állomások
A vasútállomáshoz az alábbi állomások vannak a legközelebb:
- Stazione di Firenze Rovezzano
- Stazione di Sieci
- Stazione di Porta alla Croce (1862. szeptember – 1896. június, Stazione di Firenze Santa Maria Novella, Firenze–Róma-vasútvonal)